# Henri Amand

a Compétitions nationales et continentales officielles uniquement.

b Matchs officiels uniquement.
Dernière mise à jour le 13 janvier 2012.
Henri Amand, dit Le capitaine à barbe,, né le 17 septembre 1873 à Paris VIe, mort le 29 septembre 1967 à Villeneuve-sur-Yonne, est un joueur français de rugby à XV évoluant au poste d'ailier ou de demi d'ouverture. Il est le capitaine de l'équipe de France de rugby à XV lors du premier match officiel de son histoire, face à la Nouvelle-Zélande, le 1er janvier 1906 au Parc des Princes. 

## Biographie

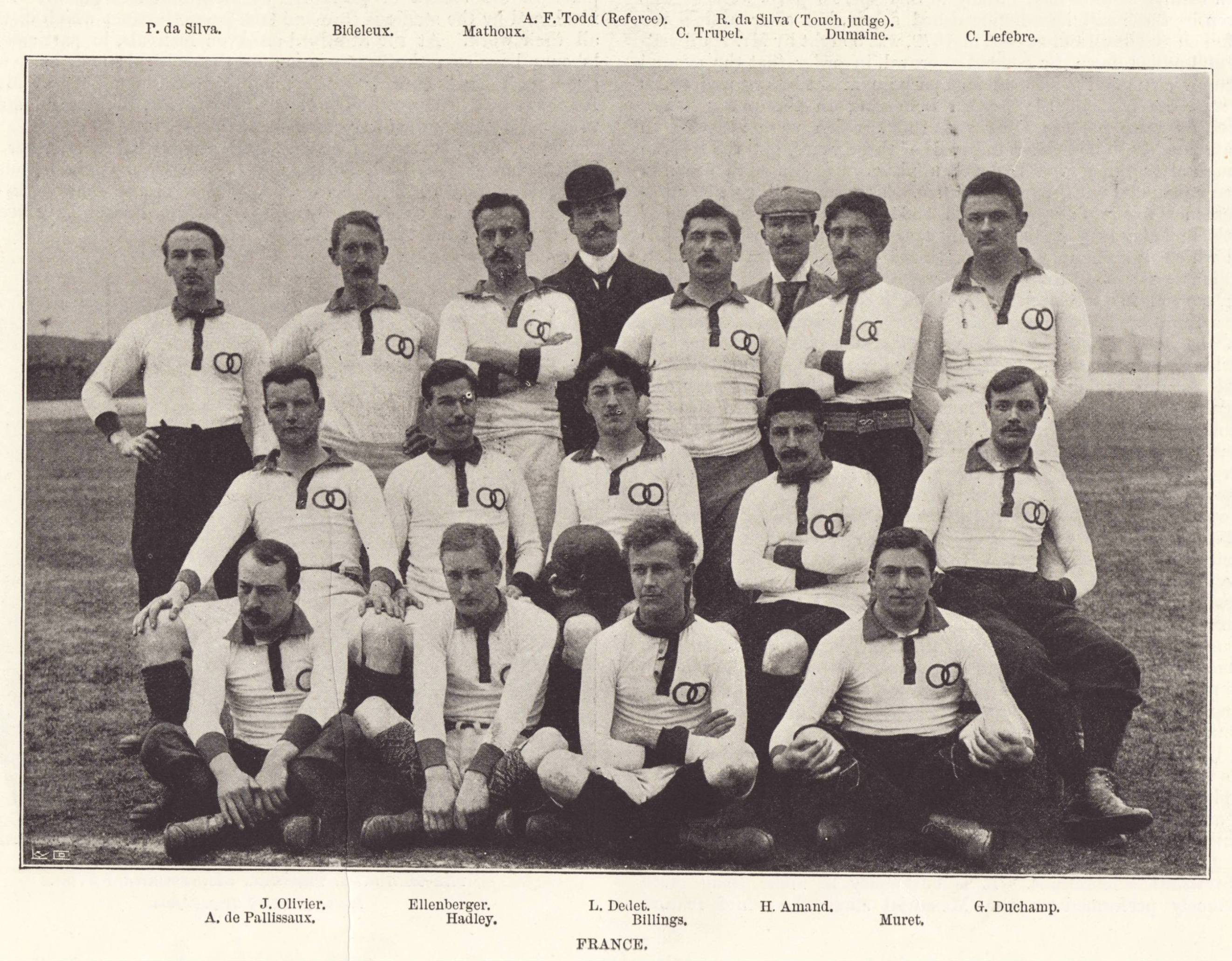
France-Écosse en 1896: H.Amand 2e au milieu, en partant de la droite.

De métier ingénieur civil, il est le fils d'un commis d'agent de change, Antoine Joseph Charles Emmanuel Amand et de sa femme Marie Berthe Garcet et ainsi le petit-fils du mathématicien Henri Garcet, cousin germain de Jules Verne.
En 1895, avec le colonel d'Aigny et Frantz Reichel, il crée l'équipe de rugby du 115e régiment d'infanterie d'Alençon, pour "matcher" celle des étudiants de la ville.
Henri Amand a la carte no 1 d'international français, sans avoir joué de rencontre officielle jusqu'en 1906, mais grâce aux déplacements à Édimbourg (contre le Civil Service) et à Richmond (contre le Centre Park House FC) en 1893 (il a alors 20 ans), en compagnie de Frantz Reichel et de Louis Dedet. Contrairement à eux, Amand dispute le premier match officiel, contre la Nouvelle-Zélande le 1er janvier 1906 à Paris au Parc des Princes (il est alors aussi le 1er capitaine (car joueur français le plus âgé, 33 ans), et sa casquette ainsi que sa cape de titulaire portent la mention 1893 - 1900 sur le devant (et 1906 sur le côté), tout comme celles de l'arbitre du match, Louis Dedet). Joueur du Stade français, trois-quarts aile (ou demi d'ouverture), Henri Amand est de petite taille (1,63 m pour 60 kg à peine), rapide et rusé ainsi que barbu durant une partie de chaque saison.
Le 27 juillet 1911, Henri Amand se marie à la mairie du XIe arrondissement de Paris avec Berthe Victorine Louisa Marcadet (17 mai 1872-16 août 1957), divorcée d'un précédent mariage contractée en 1899,,. Parmi les témoins de son mariage figure son frère Alfred Amand, inspecteur en assurances.
Dessinateur industriel de son état, puis créateur chauffagiste et , excellent chanteur à la voix de baryton grand amateur d'opéra, il est sur le front de Champagne durant la Grande Guerre disputant ainsi « sa dernière partie de rugby » en 1915, sous une pluie d'obus et sur un champ de boue, avec Georges André. En 1913, il est l'arbitre de la finale du championnat de France.

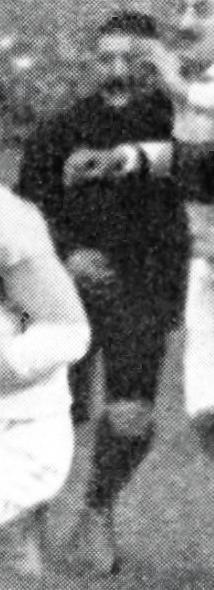
L'arbitre Henri Amand lors de la finale.

## Palmarès

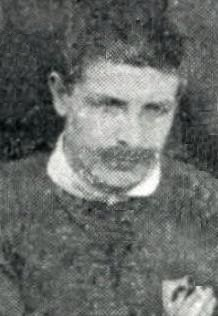
Henri Amand, demi au Stade français en 1899.

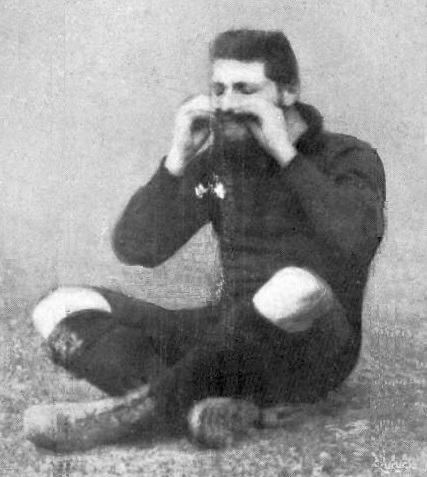
Henri Amand en décembre 1905.

- Champion de France en 1893, 1894, 1897, 1898, 1901 et 1903
- Finaliste du championnat de France en 1892, 1896, 1899, 1904, 1905 et 1906
- Capitaine du Stade français en 1906

## Statistiques en équipe nationale
- 1 sélection en équipe de France : 1 en 1906 (au poste de demi d'ouverture)
- 1 sélection non officielle rétroactive pour deux matchs en 1893 (au poste de trois-quart)

### Matchs internationaux
| #  | Date             | Lieu                     | Adversaire       | Résultat | Points marqués | Competition |
| -- | ---------------- | ------------------------ | ---------------- | -------- | -------------- | ----------- |
| 1. | 1er janvier 1906 | Parc des Princes (Paris) | Nouvelle-Zélande | 8-38     | 0 point        | Test match  |